# Phyllachora leptotheca
Phyllachora leptotheca är en svampart som beskrevs av Theiss. & Syd. 1915. Phyllachora leptotheca ingår i släktet Phyllachora och familjen Phyllachoraceae.   Inga underarter finns listade i Catalogue of Life.